# Thyreus meripes
Thyreus meripes är en biart som först beskrevs av Joseph Vachal 1903.  Thyreus meripes ingår i släktet Thyreus och familjen långtungebin. Inga underarter finns listade i Catalogue of Life.